# Краишевское сельское поселение
Краишевское се́льское поселе́ние — муниципальное образование в Еланском районе Волгоградской области. Административный центр — село Краишево.

## История
Краишевское сельское поселение образовано 24 декабря 2004 года в соответствии с Законом Волгоградской области № 980-ОД.

## Население
| 2010  | 2012  | 2013  | 2014  | 2015  | 2016  | 2017  |
| ----- | ----- | ----- | ----- | ----- | ----- | ----- |
| 1204  | ↘1202 | ↘1174 | ↘1165 | ↘1156 | ↘1120 | ↘1095 |
| 2018  | 2019  | 2020  | 2021  |       |       |       |
| ↘1073 | ↘1039 | ↘1014 | ↘982  |       |       |       |

## Состав сельского поселения
| № | Населённый пункт | Тип населённого пункта       | Население |
| - | ---------------- | ---------------------------- | --------- |
| 1 | Краишево         | село, административный центр | ↘982      |